# Teorema fundamental de la aritmética

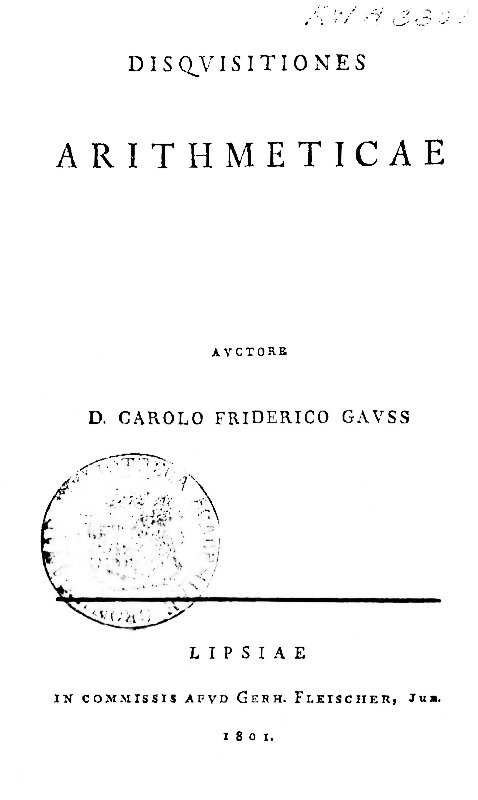
El teorema de factorización único fue probado por Gauss en su libro de 1801, Disquisitiones Arithmeticae. En él, Gauss utilizó el teorema fundamental para probar la ley de reciprocidad cuadrática.

En matemática, y particularmente en la teoría de números, el teorema fundamental de la aritmética o teorema de factorización única afirma que todo entero positivo mayor que 1 es un número primo o bien un único producto de números primos. Por ejemplo,
{\displaystyle 6936=2^{3}\cdot 3\cdot 17^{2}}
{\displaystyle 1200=2^{4}\cdot 3\cdot 5^{2}}
No existe ninguna otra factorización de 6936 y 1200 en términos de números primos. Como la multiplicación es conmutativa, el orden de los factores es irrelevante; por esta razón, usualmente se enuncia el teorema como factorización única salvo en el orden de los factores.
El teorema dice dos cosas sobre este ejemplo: primero, que 1200 puede representarse como un producto de primos, y segundo, que no importa cómo se haga, siempre habrá exactamente cuatro 2, un 3, dos 5 y ningún otro primo en el producto.
El requisito de que los factores sean primos es necesario: las factorizaciones que contienen número compuestos pueden no ser únicas 
(por ejemplo, {\displaystyle 12=2\cdot 6=3\cdot 4}).
Este teorema es una de las principales razones por las que 1 no se considera un número primo: si 1 fuera primo, entonces la factorización en primos no sería única; por ejemplo, {\displaystyle 2=2\cdot 1=2\cdot 1\cdot 1=\ldots }.
El teorema se generaliza a otras estructuras algebraicas que se denominan dominio de factorización única e incluyen dominios de ideales principales, dominios euclídeos y anillos polinómicos sobre un campo. Sin embargo, el teorema no se cumple para enteros algebraicos. Este fallo de la factorización única es una de las razones de la dificultad de la demostración del último teorema de Fermat. El uso implícito de la factorización única en anillos de enteros algebraicos está detrás del error de muchas de las numerosas pruebas falsas que se han escrito durante los 358 años transcurridos entre la afirmación de Fermat y la de Andrew Wiles.

## Historia
El teorema fundamental puede derivarse del Libro VII, proposiciones 30, 31 y 32, y del Libro IX, proposición 14 de Elementos de Euclides.

Si dos números al multiplicarse entre sí hacen algún
número, y cualquier número primo mide el producto, también medirá uno de los números originales.
Euclides, Elementos Libro VII, Proposición 30

(En terminología moderna: si un primo {\displaystyle p} divide al producto {\displaystyle ab}, entonces {\displaystyle p} divide a {\displaystyle a} o a {\displaystyle b} o a ambos). La proposición 30 se conoce como lema de Euclides, y es la clave en la demostración del teorema fundamental de la aritmética.

Todo número compuesto es medido por algún número primo.
Euclides, Elementos Libro VII, Proposición 31

(En terminología moderna: todo número entero mayor que uno está dividido uniformemente por algún número primo). La proposición 31 se demuestra directamente por descenso infinito.

Cualquier número o es primo o es medido por algún número primo.
Euclides, Elementos Libro VII, Proposición 32

La proposición 32 se deriva de la proposición 31, y prueba que la descomposición es posible.

Si un número es el menor de los que miden los números primos, no será medido por ningún
otro número primo excepto los que lo miden originalmente.
Euclides, Elementos Libro IX, Proposición 14

(En terminología moderna: un mínimo común múltiplo de varios números primos no es múltiplo de ningún otro número primo). La proposición 14 del Libro IX se deriva de la proposición 30 del Libro VII, y prueba parcialmente que la descomposición es única - un punto críticamente señalado por André Weil. En efecto, en esta proposición los exponentes son todos iguales a uno, por lo que no se dice nada para el caso general.
Mientras que Euclides dio el primer paso en el camino hacia la existencia de la factorización de los primos, Kamāl al-Dīn al-Fārisī dio el paso final y enunció por primera vez el teorema fundamental de la aritmética.
El artículo 16 de las Disquisitiones Arithmeticae de Gauss es un enunciado y demostración de principios de la modernidad que emplea la aritmética modular.

## Aplicaciones

### Representación canónica de un entero positivo
Todo entero positivo n > 1 puede ser representado exactamente de una única manera como un producto de potencias de números primos:
{\displaystyle n=p_{1}^{\alpha _{1}}p_{2}^{\alpha _{2}}\cdots p_{k}^{\alpha _{k}}=\prod _{i=1}^{k}p_{i}^{\alpha _{i}}}
donde p1 < p2 < … < pk son primos y αi son enteros positivos.
Esta representación se llama representación canónica de n, o forma estándar de n.
Por ejemplo, 999 = 33×37, 1000 = 23×53, 1001 = 7×11×13
Nótese que los factores p0 = 1 pueden ser insertados sin cambiar el valor de n (p. ej., 1000 = 23×30×53). En efecto, cualquier número positivo puede ser representado únicamente como un producto infinito tomado sobre todo el conjunto de los números primos,
{\displaystyle n=2^{\alpha _{2}}3^{\alpha _{3}}5^{\alpha _{5}}7^{\alpha _{7}}\cdots =\prod _{\mathbb {P} }p^{\alpha _{p}}}
donde un número finito de αp son enteros positivos, y el resto son cero. Permitiendo exponentes negativos se proporciona una forma canónica para los números racionales.

### Importancia
El teorema establece la importancia de los números primos. Estos son los «ladrillos básicos» con los que se «construyen» los enteros positivos, en el sentido de que todo entero positivo puede construirse como producto de números primos de una única manera.
Conocer la factorización en primos de un número permite encontrar todos sus divisores, primos o compuestos. Por ejemplo, la factorización anteriormente dada de 6936 muestra que cualquier divisor positivo 6936 debe tener la forma: {\displaystyle 2^{a}\cdot 3^{b}\cdot {17}^{c}}, donde 0 ≤ a ≤ 3 (4 valores posibles), 0 ≤ b ≤ 1 (2 valores posibles), y 0 ≤ c ≤ 2 (3 valores posibles). Multiplicando el número de opciones independientes se obtiene un total de {\displaystyle 4\cdot 2\cdot 3=24} divisores positivos
Una vez que se conoce la factorización en primos de dos números, se pueden hallar fácilmente su máximo común divisor y mínimo común múltiplo. Por ejemplo, de las factorizaciones anteriores de 6936 y 1200 se puede deducir que su máximo común divisor es 2³ · 3 = 24. Sin embargo, si no se conoce la factorización en primos, usar el algoritmo de Euclides en general requiere muchos menos cálculos que factorizar los dos números.
El teorema fundamental implica que las funciones aritméticas aditivas y multiplicativas están completamente determinadas por sus valores en las potencias de los números primos.
Cualquier número entero n mayor que 1 puede escribirse de manera única, salvo el orden, como un producto de números primos.

## Demostración
El teorema fue prácticamente demostrado por primera vez por Euclides (es la Proposición 14 del libro 9 de sus Elementos), aunque la primera demostración completa apareció en las Disquisitiones Arithmeticae de Carl Friedrich Gauss.
Aunque a primera vista el teorema parezca «obvio», no vale en sistemas numéricos más generales, entre estos muchos anillos de enteros algebraicos. Ernst Kummer fue el primero en notar esto en 1843, en su trabajo sobre el último teorema de Fermat. El reconocimiento de este fallo es uno de los primeros avances de la teoría de números algebraicos.

### Demostración de Euclides
La demostración se hace en dos pasos. En el primer paso, se demuestra que todo número es un producto de números primos (incluido el producto vacío). En el segundo paso, se demuestra que este producto es único suponiendo que existen dos posibles descomposiciones y viendo que necesariamente ambas son iguales.

#### Descomposición en primos
Supóngase que existe algún entero positivo que no puede representarse como producto de primos. Entonces debe haber un mínimo número {\displaystyle n} con esa propiedad. Este número {\displaystyle n} no puede ser 1, por la convención anterior. Tampoco puede ser un primo, porque todo primo es el producto de un único número primo: él mismo.
Dado que no es primo, por definición hay un número distinto a sí mismo y distinto a 1 que lo divide. Llamemos a ese número {\displaystyle a}. Por definición de divisibilidad existe {\displaystyle b} tal que {\displaystyle n=ab}.
Así pues, {\displaystyle n=ab}, donde {\displaystyle a} y {\displaystyle b} son enteros positivos menores que {\displaystyle n}. Como {\displaystyle n} es el mínimo entero positivo para el que falla el teorema, tanto {\displaystyle a} como {\displaystyle b} pueden escribirse como producto de primos. Pero entonces {\displaystyle n=ab} también puede escribirse como producto de primos, lo que es contradictorio. La contradicción proviene de la única suposición que se ha hecho: la existencia de un entero no representable como producto de primos. Por tanto, esta debe ser falsa: todo entero se puede descomponer como producto de primos.

#### Unicidad
La demostración de la unicidad se apoya en el siguiente hecho: si un número primo {\displaystyle p} divide a un producto {\displaystyle ab}, entonces divide a {\displaystyle a} o divide a {\displaystyle b} (lema de Euclides). Para demostrar este lema, si se supone que {\displaystyle p} no divide a {\displaystyle a}, entonces {\displaystyle p} y {\displaystyle a} son primos entre sí y por la identidad de Bézout existen {\displaystyle x} e {\displaystyle y} enteros tales que {\displaystyle px+ay=1}. Multiplicando por {\displaystyle b} se obtiene {\displaystyle pbx+aby=b} y, puesto que los dos sumandos del lado izquierdo son divisibles por {\displaystyle p} (pues {\displaystyle p} se divide a sí mismo y a {\displaystyle ab} por hipótesis), todo el término de la izquierda es divisible por {\displaystyle p} y, en consecuencia, el término de la derecha también lo es, es decir, {\displaystyle p} divide a {\displaystyle b}. Se ha visto que si {\displaystyle p} no dividiera a {\displaystyle a}, {\displaystyle p} dividiría a {\displaystyle b}. Por tanto, seguro que {\displaystyle p} divide a {\displaystyle a} o a {\displaystyle b}. Con esto queda demostrado el lema.
Dados dos productos de primos que tengan igual resultado, tómese un primo {\displaystyle p} del primer producto. Divide al primer producto y, por lo tanto, también al segundo. Por el hecho anterior, {\displaystyle p} debe dividir al menos a un factor del segundo producto; pero los factores son todos primos, así que {\displaystyle p} debe ser igual a uno de los factores del segundo producto. Se puede entonces cancelar a {\displaystyle p} de ambos productos. Siguiendo de esta forma se cancelarán todos los factores de ambos productos, con lo cual éstos deben coincidir exactamente.

### Demostración por descenso infinito
Otra prueba de la unicidad de las factorizaciones en primos de un entero dado utiliza el método del descenso infinito.
Supóngase que cierto número entero se puede escribir como producto de factores primos de (al menos) dos maneras distintas. Entonces, debe existir un mínimo entero s con esa propiedad. Sean p1·…·pm y q1·…·qn dos factorizaciones distintas de s. Ningún pi (con 1 ≤ i ≤ m) puede ser igual a algún qj (con 1 ≤ j ≤ n), pues de lo contrario habría un número menor que s que se podría factorizar de dos maneras (obtenido al quitar factores comunes a ambos productos) contradiciendo la suposición anterior. Se puede entonces suponer sin pérdida de generalidad que p1 es un factor primo menor que todos los qj (con 1 ≤ j ≤ n). Considérese en particular q1. Entonces existen enteros d y r tales que
{\displaystyle {q_{1} \over p_{1}}=d+{r \over p_{1}}}
y 0 < r < p1 < q1 (r no puede ser 0, puesto que en tal caso q1 sería un múltiplo de p1 y por lo tanto compuesto). Al multiplicar ambos lados por s / q1, resulta
{\displaystyle p_{2}\ldots p_{m}=\left(d+{r \over p_{1}}\right)q_{2}\ldots q_{n}=d\cdot q_{2}\ldots q_{n}+{r\cdot q_{2}\ldots q_{n} \over p_{1}}.}
El segundo término de la última expresión debe ser igual a un entero (pues lo son también los otros términos), al que se llamará k; esto es, 
{\displaystyle k={r\cdot q_{2}\ldots q_{n} \over p_{1}},}
de donde se obtiene,
{\displaystyle p_{1}\cdot k=r\cdot q_{2}\ldots q_{n}.}
El valor de los dos lados de esta ecuación es obviamente menor que s, pero sigue siendo lo bastante grande como para ser factorizable. Como r es menor que p1, las dos factorizaciones obtenidas en ambos lados después de haber escrito k y r como producto de primos deben ser diferentes. Esto contradice la suposición de que s es el entero más pequeño que se puede factorizar en más de una forma. Por tanto, la suposición inicial debe ser falsa.

### Demostración por álgebra abstracta
Sea n un entero. Zn es un grupo finito, por lo que tiene una serie de composición. Por definición, los factores en una serie de composición son simples; por lo tanto, en la serie de Zn éstos deben ser de la forma Zp para algún primo p. Como el orden de Zn es el producto de los órdenes de los factores de su serie de composición, esto da una factorización de n en números primos. Pero el teorema de Jordan-Hölder afirma que una serie de composición es única, y por lo tanto la factorización de n debe ser única.